# Tomás Marcos Arias
Tomás Marcos Arias, né le 12 mars 1966, est un homme politique espagnol membre de Ciudadanos.

## Biographie

### Vie privée
Il est marié et père d'une fille et d'un fils.

### Profession
Il est éducateur et entrepreneur social et réalise divers matériels pour les personnes handicapées.

### Activités politiques
Il est élu député à l'Assemblée de Madrid en 2015 et réélu en 2019.
Le 9 juillet 2015, il est désigné sénateur par l'Assemblée de Madrid en représentation de la communauté de Madrid. Il est alors le premier parlementaire national de Ciudadanos.